# 九里庄村
48°15′10″N 130°32′22″E / 48.2528°N 130.5395°E
九里庄村，隶属于中华人民共和国黑龙江省鹤岗市萝北县鹤北镇，2001年以前属萝北县太平沟乡管辖，后因交通原因，在2001年“撤乡并镇”时划归萝北县鹤北镇管辖，现九里庄村是萝北县鹤北镇的一个行政村。
九里庄地名源于清朝采金业兴起时期，最早见于光绪年间史料，之后一直相沿。因相距班别夫（今鹤北林业局中兴林场场址）九里，以此为名（中间原有三里庄、五里庄）。九里庄盛产黄金，百余年来，九里庄居民一直以采金为业。历史上九里庄也有九女庄之说。